# Cataviento

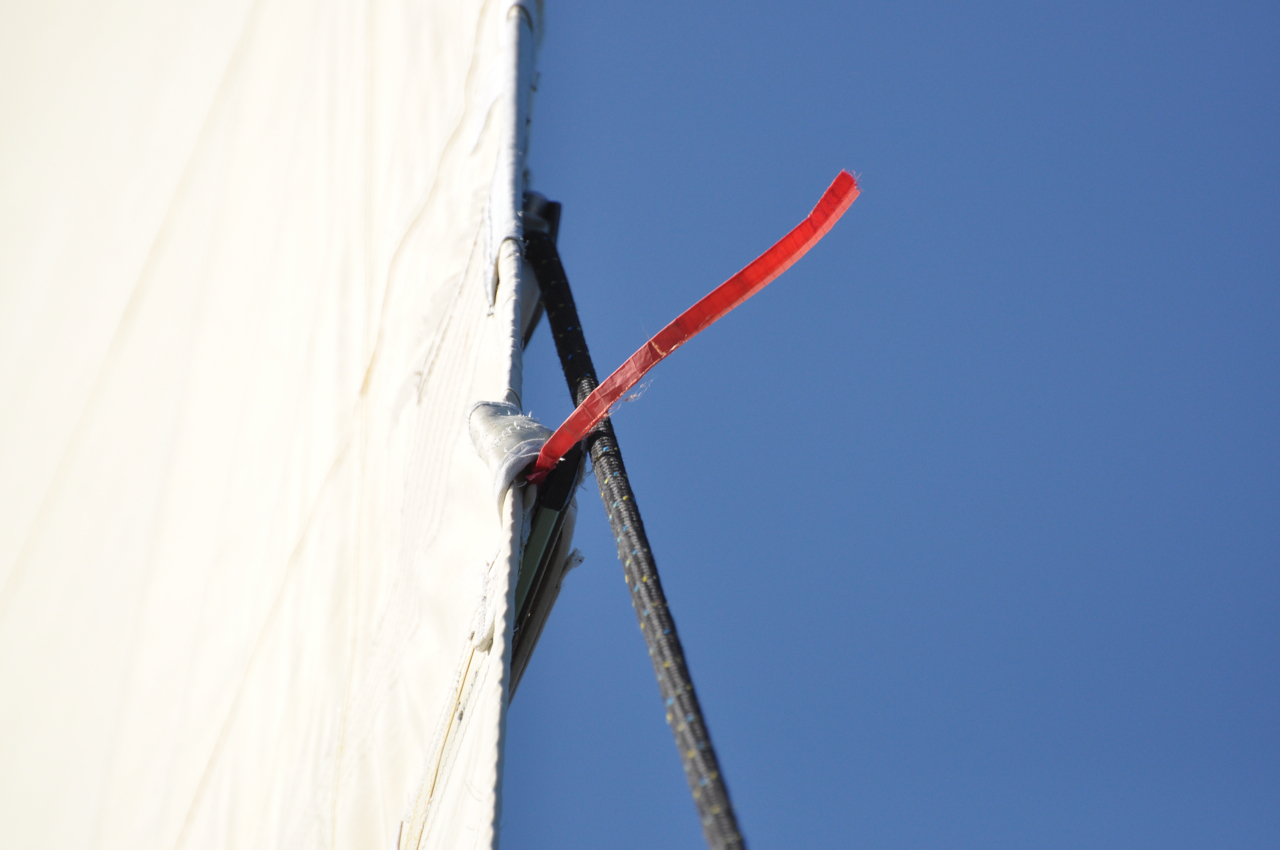
Cataviento

Se llama cataviento a un pedazo de hilo de velas que dispone de unas ruedecitas de corcho de trecho en trecho, coronadas o circuidas de plumas. Fijo por un extremo en una astita manual colocada en la borda de barlovento del alcázar, señala la dirección del viento. Antiguamente se llamaba penel.

## Expresiones relacionadas
- No poder con el cataviento (el viento): frase con que se significa el estado calmoso del viento que no tiene fuerza ni aun para levantar una cosa tan ligera como el cataviento.

- Datos: Q1915899
- Multimedia: Tell-tales (wind) / Q1915899